# كمبل بالاد
كمبل بالاد (بالفارسية: کمبل بالاد) هي قرية تقع في البلدة المركزية في إيران. يقدر عدد سكانها بـ 314 نسمة بحسب إحصاء 2016.